# El aventurero de Guaynas
El aventurero de Guaynas es una película de spaghetti western hispano-italiana de 1966, dirigida por Joaquín Romero Marchent.

## Argumento
El viejo O'Hara, que tiene una fortuna en esmeraldas, ofrece la mitad de esa fortuna a quien lo saque de la cárcel. Un aventurero irlandés, Dan Casey, acepta el desafío y viaja al pueblo de Guaynas, gobernado por un gobernador déspota. Un grupo de rebeldes también están allí: su revolución acaba ganando, pero el tesoro no beneficiará a nadie.

## Reparto
- John Richardson: Daniel Casey.
- Gloria Milland: Jovita.
- Evi Marandi: Margot D'Arcy.
- Fernando Sancho: Lobo.
- Eduardo Fajardo: Don Pedro Villarda.
- Luis Gaspar: Sebastián.
- José María Caffarel: Boris Pietroff.
- Rossella Bergamonti
- Manuel Guitián: O'Hara.
- Mia Gemberg: Olga Pietroff.
- Emilio Rodríguez: Ortega.
- Víctor Israel: Criado de Villarda.
- Luis Induni: Criado de Villarda.
- Tito García: Rebelde.